# Мутафов, Енчо
Енчо Пенев Мутафов (болг. Енчо Пенев Мутафов; 9 марта 1943, Деветак, Третье Болгарское царство — 18 июня 2009, Крайни-Дол, Кюстендилская область, Болгария) — болгарский учёный, академик, литературовед, искусствовед, культуролог, публицист, редактор, профессор, доктор филологических наук.

## Биография
До 1968 года изучал славянскую филологию в Софийском университете. Работал редактором газеты «Литературный фронт» («Литературен фронт», 1968—1969), сотрудником в Союзе болгарских писателей (1969—1970), литературным работником. Был специалистом Агентства по защите авторских прав (1972—1973), редактором журнала «Обзор» (1976—1990), главным редактором газеты «Демократия» (1992—1993).
Автор книг и монографий, эссе, статей, очерков в области литературных и искусствоведческих исследований, по истории литературы и искусства.

## Избранные публикации

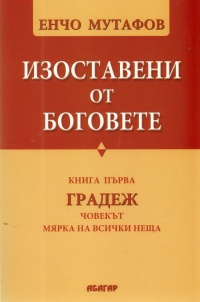
Одна из книг Е. Мутафова

- «Време и художествено единство» (1978)
- «Подвижният човек» (1978)
- «Съпоставки в изкуството» (1980)
- «Промяна в сетивата» (1983)
- «Йордан Радичков» (1986; в соавт.)
- «Художници» (1988)
- «Цвете върху иконостаса. Втори буквар за изкуство и история» (1990)
- «Милост за нас. Статии върху културата» (1991)
- «Когато се разпадаха основите. Политическа публицистика» (1992)
- «Оцеляването» (1993)
- «Пиянството на половин народ» (1993)
- «Двуизмерният човек. Бунтът в европейската култура» (1994)
- «Светът, който обитаваме: Своевременни размишления». Есеистика (1994)
- «Бъди невероятен. Книга за Радичков» (1998)
- «Последна свобода: Въпроси на цивилизацията, изкуството и таланта. Есета писани между 1983—1997 г.» (1998)
- «Захари Стоянов и българската култура» (2001)
- «Изоставени от боговете: Европийската цивилизация — опит за теория. Кн. 1» (2003)
- «Биньо Иванов, представен от Енчо Мутафов. Стихове. Избрано» (2004, 2008)
- «Как разказваме» (2005)
- «Земя без народ: Размишления за прехода на българите» (2006)